# یون هربینکا
یون پاولوویچ هربینکا (به اوکراینی: Євген Павлович Гребінка؛ به انگلیسی: Yevhen Pavlovych Hrebinka؛ ۲ فوریه ۱۸۱۲ - ۱۵ دسامبر ۱۸۴۸) نویسنده و شاعر رومانتیک اوکراینی است. وی دارای آثاری به هر دو زبان اوکراینی و روسی می‌باشد.